# Novum Instrumentum omne

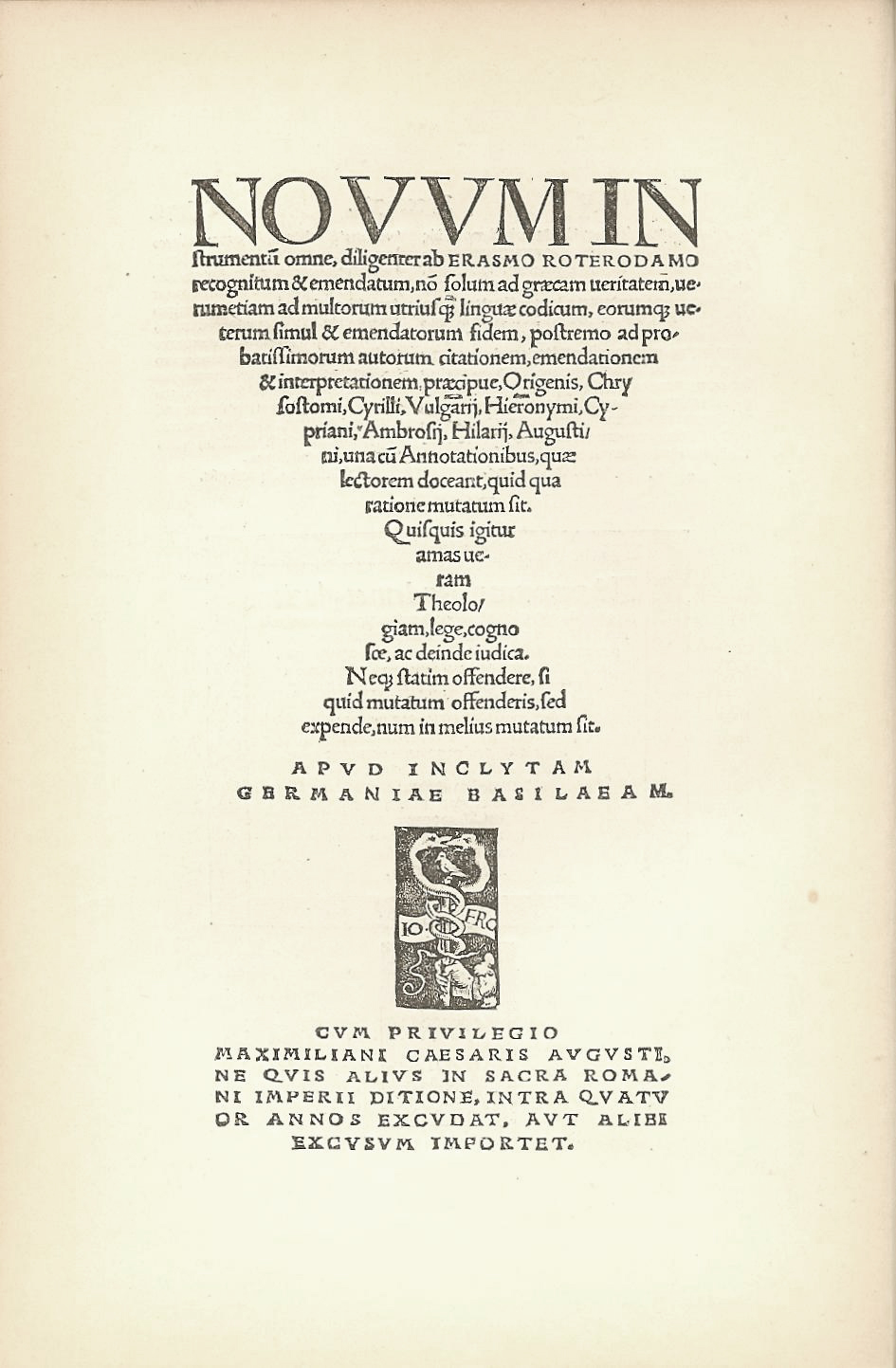
Erste Seite des Neuen Testaments von Erasmus

Das Novum Instrumentum omne (VD16 B 4196) ist der erste veröffentlichte Druck des griechischen Neuen Testaments und erschien 1516. Die zweisprachige Ausgabe wurde von Erasmus von Rotterdam herausgegeben und von Johann Froben in Basel gedruckt.
Neben den, in der linken Spalte abgedruckten griechischen Text, ließ Erasmus in der rechten Spalte eine eigene lateinische Übersetzung setzen. Parallel zur Erasmus-Ausgabe befand sich zur gleichen Zeit eine weitere Druckausgabe des griechischen Neuen Testaments in Vorbereitung, der Band fünf der Complutensischen Polyglotte. Dieser Band war zwar schon 1514 gedruckt worden, kam jedoch erst 1520 im Rahmen der sechsbändigen Gesamtausgabe auf den Markt.

## Erste Ausgabe (1516)

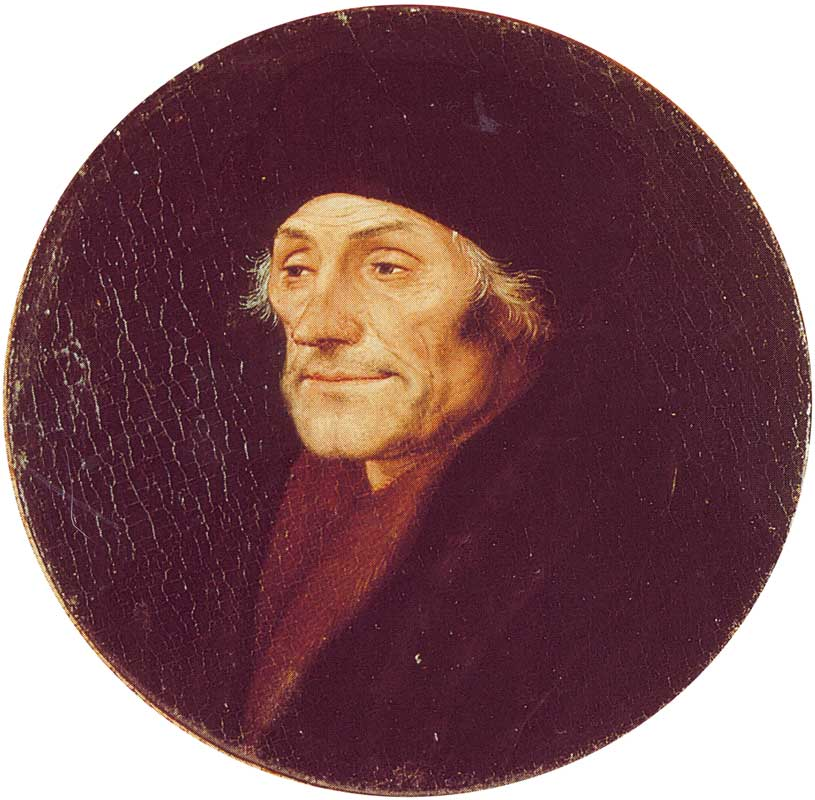
Erasmus

Im Jahre 1512 verhandelte Erasmus mit Badius Ascensius in Paris über die Veröffentlichung der Vulgata von Hieronymus und einer neuen Ausgabe der Adagia. Diese kamen jedoch nicht zustande, und Erasmus beendete den Kontakt mit Badius. Zu dieser Zeit dachte Erasmus nicht über das griechische Neue Testament nach. Es ist nicht sicher, wann er sich entschied, eine Ausgabe des griechischen Neuen Testaments zu veröffentlichen, doch bei einem Besuch in Basel im August 1514 kontaktierte er Johann Froben. Viele Gelehrte sind der Meinung, dass Froben von der kommenden spanischen Polyglotte erfahren hatte und versuchte, dem Projekt von Alcala zuvorzukommen. Einige Forscher hingegen zweifeln diese Motivation Frobens an (z. B. Bruce Metzger), da es keinen Beweis für seine Unterstützung gibt. Wahrscheinlich bezog Erasmus den griechischen Text mit ein, um die Überlegenheit seiner lateinischen Übersetzung zu beweisen.
Das nächste Treffen fand im April 1515 an der Universität Cambridge statt. In Folge kam Erasmus im Juli 1515 nach Basel und begann mit seiner Arbeit. Er nahm keine griechischen Handschriften mit sich, sondern hoffte, sie in Basel zu finden; einige griechische Manuskripte lieh er sich aus dem Dominikanerkloster in Basel. Im Ganzen verwendete er sieben Manuskripte, die später identifiziert wurden:
| Manuskript            | Inhalt                                             | Datierung       |
| --------------------- | -------------------------------------------------- | --------------- |
| Minuskel 1eap         | das gesamte NT ohne Offenbarung                    | 12. Jahrhundert |
| Minuskel 1rK (= 2814) | Kommentar von Andreas von Caesarea zur Offenbarung | 12. Jahrhundert |
| Minuskel 2e           | Evangelien                                         | 12. Jahrhundert |
| Minuskel 2ap (= 2815) | Apostelgeschichte und Briefe                       | 12. Jahrhundert |
| Minuskel 4ap (= 2816) | Paulusbriefe                                       | 15. Jahrhundert |
| Minuskel 7pk (= 2817) | Paulusbriefe                                       | 12. Jahrhundert |
| Minuskel 817          | Kommentar von Theophylact zu den Evangelien        | 15. Jahrhundert |
| Minuskel 2105         | Kommentar von Theophylact zu den Paulusbriefen     | 14. Jahrhundert |

Die Manuskripte 1eap und 1rK hatte sich Erasmus von Johannes Reuchlin ausgeliehen. Die restlichen Manuskripte borgte er sich vom Dominikanerorden. Es ist bemerkenswert, dass er den Codex Basilensis nicht verwendete, der sich in der Universität Basel befand und ihm zugänglich war. Erasmus hatte drei Manuskripte der Evangelien und Apostelgeschichte zur Verfügung und vier Handschriften der Paulusbriefe, jedoch nur ein Manuskript der Offenbarung. In jedem Buch des Neuen Testaments verglich er drei Handschriften mit Ausnahme des letzten Buches – der Offenbarung. Leider war dieses Manuskript nicht vollständig, ihm fehlte das letzte Blatt. Auf diesem befanden sich die letzten sechs Verse des Buches. Anstatt die Veröffentlichung hinauszuzögern, um nach einem anderen Manuskript zu suchen, entschied er sich stattdessen zur Übersetzung der fehlenden Verse aus der lateinischen Vulgata ins Griechische.
Selbst an anderen Stellen der Offenbarung und auch anderen Büchern des Neuen Testaments fügte Erasmus manchmal eigene griechische Wörter aufgrund von Textmaterial aus der Vulgata ein. F. H. A. Scrivener bemerkte, dass er in Off 17,4 ein neues griechisches Wort erschaffen hat: ακαθαρτητος (anstelle von τα ακαθαρτα). Das Wort ακαθαρτητος existiert in der griechischen Sprache nicht. In Off 17,8 verwendete er καιπερ εστιν (und doch ist) anstelle von και παρεσται (und soll kommen). In Apg 9,6 ist die Frage, die Paulus während seiner Konversation auf der Straße nach Damaskus stellt, Τρέμων τε καὶ θαμβὣν εἲπεν κύριε τί μέ θέλεις ποιῆσαι („Und zitternd und erstaunt sagte er, Herr, was willst du, dass ich tue?“), ebenfalls aus der Vulgata eingefügt worden.

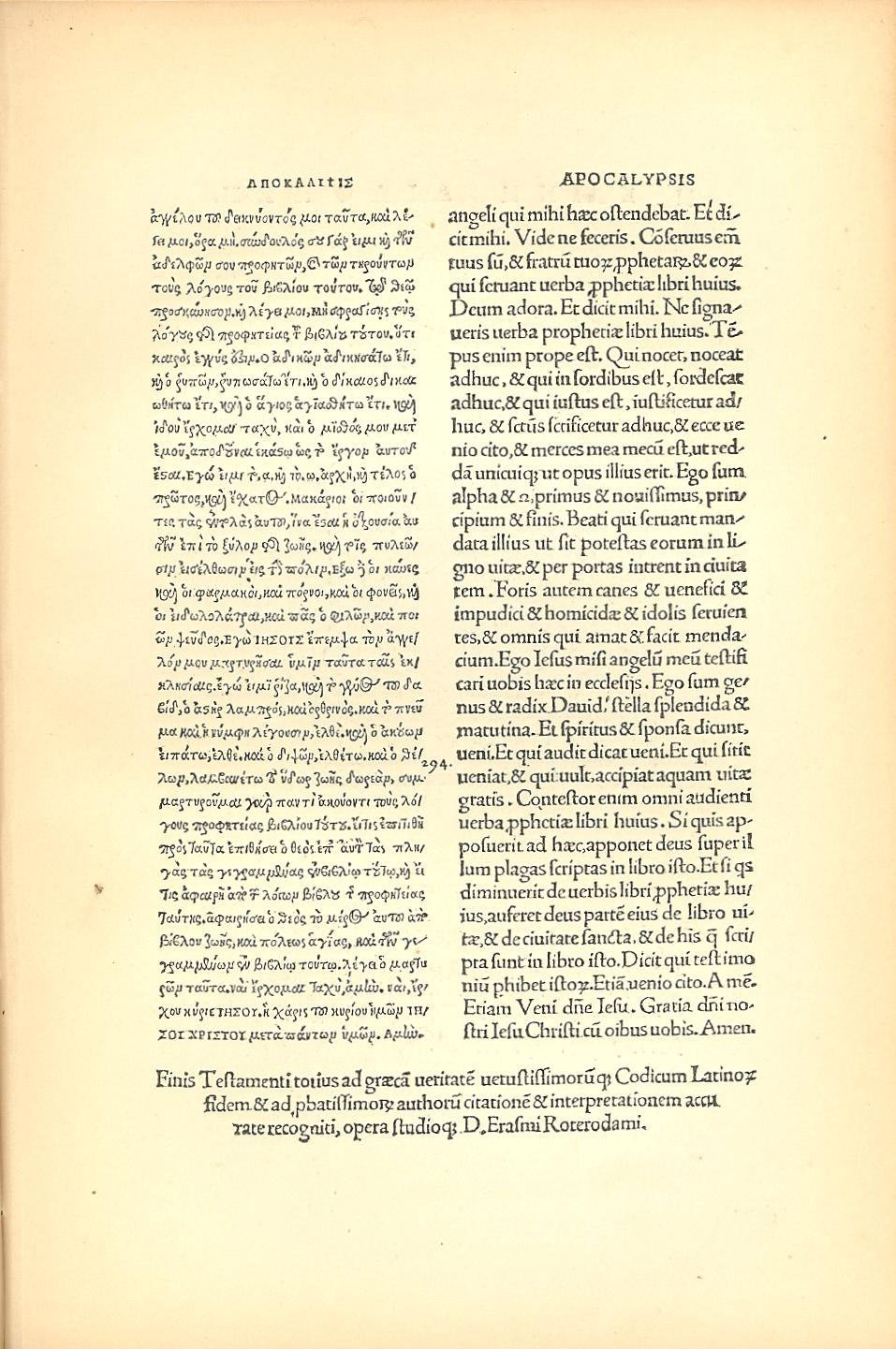
Die letzte Seite von Erasmus’ Neuem Testament (Off 22,8-21)

Der Druck begann am 2. Oktober 1515 und wurde nach sehr kurzer Zeit beendet (1. März 1516). Er wurde in großer Eile mit einer Reihe typographischer Fehler durchgeführt und hatte folgenden Titel:

„Novum Instrumentum omne, diligenter ab Erasmo Rot. Recognitum et Emendatum, non solum ad Graecam veritatem verum etiam ad multorum utiusq; linguae codicum eorumq; veterum simul et emendatorum fidem, postremo ad probatissimorum autorum citationem, emendationem et interpretationem, praecipue, Origenis, Chrysostomi, Cyrilli, Vulgarij, Hieronymi, Cypriani, Ambrosij, hilaryj, Augustini, una cum annotationibus, quae lectorem doceant, quid qua ratione mutatum sit.“

In diesem Titel bedeuten die Worte Novum Instrumentum ... Recognitum et Emendatum übersetzt Neues Testament ... überarbeitet und verbessert. Dies muss sich auf den lateinischen Text der Vulgata beziehen und nicht auf den griechischen Text, da zu dieser Zeit noch keine gedruckte Ausgabe des griechischen Neuen Testaments im Umlauf war. In seiner Widmung an Papst Leo X. sagt Erasmus:

„Ich habe wahrgenommen, dass die Lehre, die zu unserer Erlösung dient, in einer viel reineren und lebendigeren Form zu finden ist, wenn sie vom Brunnen-Kopf oder der tatsächlichen Quelle anstatt aus Teichen und Flüssen genommen wird. Und so habe ich das gesamte Neue Testament (wie sie es nennen) gegen den Standard des griechischen Originals überarbeitet... Ich habe einige Anmerkungen selbst beigetragen, in erster Linie um dem Leser die von mir vorgenommenen Änderungen zu zeigen und warum ich sie machte, und zweitens um Dinge zu entwirren und zu erklären, die vielleicht etwas kompliziert, unklar oder undurchsichtig sind.“

Es handelt sich um eine zweisprachige Ausgabe. In der linken Spalte befindet sich der griechische Text, während sich der lateinische Text in der rechten Spalte befindet. Nicht der griechische Text, sondern die lateinische Übersetzung war das oberste Ziel dieser Ausgabe.

## Novum Testamentum Omne (1519)
Die zweite Ausgabe von 1519 nutzt den bekannteren Term Testamentum anstelle von Instrumentum. In dieser Ausgabe verwendete Erasmus auch Minuskel 3 (vollständiges NT ohne Offenbarung, aus dem 12. Jhd.). Der griechische Text wurde an über 400 Stellen verändert und typographische Fehler korrigiert. Einige aus späterer Sicht fehlerhafte Lesarten waren nun neu. Auch die parallele Übersetzung ins Lateinische wurde revidiert. Die schwerwiegendste Veränderung war hier Joh 1,1:
Joh 1,1
1516 In principio erat verbum; übersetzt: „Im Anfang war das Wort“
1519 In principio erat sermo; übersetzt: „Im Anfang war die Predigt“
Die Übersetzung von „λόγος“ mit „Predigt“ (sermo) ist philologisch nicht falsch, traf aber auf viele kritische Stimmen.
Diese zweite Ausgabe wurde die Grundlage für Martin Luthers Septembertestament (1522), die erste vollständige deutsche Übersetzung des Neuen Testaments aus dem Griechischen.

## Weitere Ausgaben
Zu Lebzeiten des Erasmus verließen fünf Folio-Ausgaben die Druckerpresse, 1516, 1519, 1522, 1527 und 1535. Hinzu kamen etliche einfachere Ausgaben in kleinerem Format und ohne den griechischen Text und ohne die Anmerkungen, die, nicht nur von Froben, in Basel herausgebracht wurden.
Die 3. Ausgabe von 1522 wurde an etwa 100 Stellen an die Complutensiche Polyglotte angepasst und bediente sich zusätzlich an Minuskel 61 (vollständiges NT ohne Offenbarung, aus dem 16. Jhd.), aus welcher Erasmus auch das Comma Johanneum entnahm.
Auch die 4. Ausgabe von 1527 wurde anhand von Textvarianten aus der Complutensischen Polyglotte revidiert.
In den Annotationes der 1535er Ausgabe verzeichnete Erasmus einige Textvarianten aus dem Codex Vaticanus (4. Jhd.), welche er sich 1533 als Abschrift in einem Brief zuschicken ließ.

## Katholische Kirche
Auf dem Konzil von Trient wurden Erasmus’ Schriften auf den Index gesetzt, darunter auch diese Bibelausgabe.

„Nouum Testamentum cum duplici interpretatione D.[esiderius] Erasmi & Veteris interpretis. Harmonia item Euang. & Indice &c.“

Die Verwendung dieses Buches, und damit das Verlassen der für authentisch erklärten Vulgata, konnte Grund genug sein, Übersetzungen zu verdammen.

## Digitalisierte Ausgaben
- Novum Instrumentum omne. Basel, 1516, doi:10.3931/e-rara-2849
- Novum Testamentum omne. Basel, 1519, doi:10.3931/e-rara-45895
- Novum Testamentum omne. Basel, 1520, doi:10.3931/e-rara-2125